# Silchar Part-X
Silchar Part-X è una suddivisione dell'India, classificata come census town, di 5.313 abitanti, situata nel distretto di Cachar, nello stato federato dell'Assam. In base al numero di abitanti la città rientra nella classe V (da 5.000 a 9.999 persone).

## Società

### Evoluzione demografica
Al censimento del 2001 la popolazione di Silchar Part-X assommava a 5.313 persone, delle quali 2.741 maschi e 2.572 femmine. I bambini di età inferiore o uguale ai sei anni assommavano a 776, dei quali 416 maschi e 360 femmine. Infine, coloro che erano in grado di saper almeno leggere e scrivere erano 3.516, dei quali 2.192 maschi e 1.324 femmine.